# Warszawa
Warszawa er Polens hovedstad og største by. Byen ligger ved Wisła-floden i det centrale Polen og har 1.862.402 (2024) indbyggere. Den er såvel kulturelt, industrielt samt trafikalt centrum i Polen. Hele metropolområdet har et areal på 6.100 km2 med 3,1 million indbyggere (2020).
Warszawa har været Polens hovedstad siden 1596, da Sigismund III flyttede hovedstaden fra Kraków. Byen har tidligere været under preussisk, svensk, russisk og tysk kontrol. Warszawa har kun få rester af ældre arkitektur, da byen næsten jævnedes under 2. verdenskrig. Ved genopbygningen har man delvist fulgt gamle byplaner, fotografier og en række malerier af den italienske maler Bernardo Bellotto, som i slutningen af 1700-tallet malede en række fotografisk nøjagtige billeder. Mange af disse billeder er i dag gengivet og opstillet på byens hovedgade Krakowskie Przedmieście.

## Etymologi
Navnet på Warszawa blev tidligere stavet Warszewa og Warszowa på polsk. Oversat betyder navnet "tilhører Warsz". Warsz er en forkortelse af det maskuline slaviske navn Warcisław. Folkeviser forbinder byens navn med en fisker ved navn Wars og hans kone Sawa. Ifølge legenden blev Wars forelsket i Sawa, en havfrue, der boede i Wisła-floden. Historisk set var Warsz en adelsmand i 1200-tallet, der ejede en landsby placeret på stedet for dagens Mariensztat-kvarter. En beboer i Warszawa er kendt som en varsovian.[kilde mangler]
Andre navne for Warszawa er blandt andet på jiddisch וואַרשע (tr. Varshe), litauisk Varšuva, tysk Warschau, russisk Варшава (tr. Varsjava) engelsk Warsaw og latin Varsovia.

## Geografi

### Beliggenhed
Warszawa ligger ved Wisła-floden i det øst-centrale Polen midtvejs mellem Berlin og Minsk. Byen ligger omkring 350 km nord for Karpaterne, 265 km sydsydøst for Østersøen, 515 km øst for Berlin, Tyskland og 470 km vestsydvest for Minsk, Hviderusland. Den vestlige del af Hviderusland og nordvestlige del af Ukraine var en del af Polen indtil slutningen af 2. verdenskrig, hvor Polen til gengæld for tabene af territorium til Sovjetunionen mod øst og nordøst (også området syd og øst for Daugavpils i Letland og hele østlige Litauen, bl.a. Vilnius) fik territorium fra Tyskland mod vest og nord (sydlige del af Østpreussen). Polen rykkede altså mod vest, hvormed landet fik megen Østersøkyst, men tabte omkring 77.000 km2 mere landområde, end landet fik. Byen er beliggende i hjertet af den masoviske slette på begge breder af Wisła-floden. Det historiske centrum er placeret på den venstre (vestlige) bred af Wisła på en høj, Skarpa warszawska, med stejle skrænter på 15 til 30 m ned til Wisła. Fra 1500-tallet forbandt en bro de to bredder. Det skabte mulighed for en udvidelse af byen på højre bred af Wisła med bydelen, der kaldes Praga.
Warszawa er et vigtigt trafikknudepunkt i skæringspunktet af vejene mod Paris/London-Berlin-Warszawa-Minsk/Kyiv/Moskva og Nordeuropa-Balkan. Wisła er sejlbar inden for Warszawa, og byen har en flodhavn på højre bred.

### Landskab
Warszawa ligger på begge sider i Wisłas gletsjerdal på to geomorfologiske former. Den gennemsnitlige højde er 100 m.o.h.. På venstre bred af Wisła er Warszawa beliggende på et moræneplateau 10 til 25 m over Wisła. Det mest karakteristiske element i denne del af Warszawa, er kanten af moræneplateauet kaldet Warszawa-skrænten. Det højeste punkt på venstre side af Wisła er "Redutowa" i distriktet Wola, 115,7 m.o.h.
På højre bred af Wisła ligger Warszawa i Wisła-dalen og på Wołomin-sletten og Warszawa-dalen. Højre side af Wisła er Wisła-dalens terrasser i flere niveauer karakteristisk. Terrasserne er skabt ved gentagne oversvømmelser, og kun en lille del af moræneskrænten er synlig. Vinderosion med en række af klitter adskilt af tørvemoser og små damme, har formet de højeste terrasser. På højre side er "Groszówka" i bydelen Wesoła, 122,1 m.o.h., det højeste punkt. Byens laveste punkt ligger på højre bred af Wisla, 75,6 m.o.h. I bydelene Bielany, Białołęka, Wawer og Merry er der større arealer med nåleskov.
Der er flere kunstige bakker i Warszawa, blandt andet Warszawaopstandens bakke, 121 m.o.h., og Szczęśliwice-bakken, der med sine 138 m.o.h., er det højeste punkt i Warszawa.

### Byinddeling
Indtil 1994 var der 7 distrikter i Warszawa: Śródmieście, Praga Północ, Praga Poludnie, Żoliborz, Wola, Ochota, Mokotów. Mellem 1994 og 2002, var der 11 distrikter: Centrum, Białołęka, Targówek, Rembertów, Wawer, Wilanów, Ursynów, Wlochy, Ursus, Bemowo, Bielany. I 2002 blev byen Wesoła indarbejdet, og den territoriale opdeling af Warszawa blev etableret som følger:
| Distrikt       | Befolkningstal | Areal      |
| -------------- | -------------- | ---------- |
| Mokotów        | 225.571        | 35,4 km2   |
| Praga Południe | 182.588        | 22,4 km2   |
| Ursynów        | 148.876        | 48,6 km2   |
| Wola           | 137.692        | 19,26 km2  |
| Bielany        | 133.778        | 32,3 km2   |
| Śródmieście    | 126.143        | 15,57 km2  |
| Targówek       | 123.214        | 24,37 km2  |
| Bemowo         | 113.066        | 24,95 km2  |
| Ochota         | 89.383         | 9,7 km2    |
| Białołęka      | 89.234         | 73,04 km2  |
| Praga Północ   | 71.675         | 11,4 km2   |
| Wawer          | 69.898         | 79,71 km2  |
| Ursus          | 50.355         | 9,35 km2   |
| Żoliborz       | 48.060         | 8,5 km2    |
| Włochy         | 39.690         | 28,63 km2  |
| Rembertów      | 23.320         | 19,30 km2  |
| Wesoła         | 22.757         | 22,6 km2   |
| Wilanów        | 19.146         | 36,73 km2  |
| Total          | 1.714.446      | 521,81 km2 |

Warszawa er et powiat (~ amt), og er yderligere opdelt i 18 bydele, som kaldes dzielnica (distrikter). Hver med sit eget administrative organ. Hver bydel omfatter flere kvarterer, der ikke har retslig eller administrativ status. Warszawa har to historiske kvarterer, kaldet Den gamle by (Stare Miasto) og Den nye by (Nowe Miasto) i bydelen Śródmieście.

### Klima
Warszawas klima er fugtigt fastlandsklima (Köppen Dfb) med kolde vintre og milde somre. Den gennemsnitlige temperatur er -3 °C i januar og 19,3 °C i juli. Temperaturer kan ofte nå 30 °C om sommeren. Årligt gennemsnitlige nedbør er 495 millimeter, hvor den vådeste måned er juli. Forår og efterår er normalt smukke årstider, foråret solrigt, og fuld af blomster, efteråret skiftevis solrigt og diset, og køligt, men ikke koldt.
| Vejr for Warszawa       | Vejr for Warszawa | Vejr for Warszawa | Vejr for Warszawa | Vejr for Warszawa | Vejr for Warszawa | Vejr for Warszawa | Vejr for Warszawa | Vejr for Warszawa | Vejr for Warszawa | Vejr for Warszawa | Vejr for Warszawa | Vejr for Warszawa | Vejr for Warszawa |
|                         | Jan               | Feb               | Mar               | Apr               | Maj               | Jun               | Jul               | Aug               | Sep               | Okt               | Nov               | Dec               | År                |
| ----------------------- | ----------------- | ----------------- | ----------------- | ----------------- | ----------------- | ----------------- | ----------------- | ----------------- | ----------------- | ----------------- | ----------------- | ----------------- | ----------------- |
| Gennemsnitlig maks °C   | 0,1               | 0,9               | 4,7               | 12,2              | 19,4              | 21,7              | 23,8              | 23                | 18,3              | 12,9              | 5                 | 2,1               | 12                |
| Gennemsnitlig °C        | −3                | −2,3              | 1,7               | 8,2               | 14                | 17,6              | 19,3              | 18,3              | 14                | 8,2               | 2,9               | −0,5              | 8,2               |
| Gennemsnitlig min °C    | −6,1              | −5,5              | −1,3              | 4,2               | 8,6               | 13,5              | 14,8              | 13,6              | 9,7               | 3,5               | 0,8               | −3,1              | 4,4               |
| Gennemsnitlig nedbør mm | 21                | 25                | 24                | 33                | 44                | 62                | 73                | 63                | 42                | 37                | 38                | 33                | 495               |
| Kilde (August 2010):    |                   |                   |                   |                   |                   |                   |                   |                   |                   |                   |                   |                   |                   |

## Historie

### Tidlige historie
De første befæstede bosættelser på stedet for dagens Warszawa var Bródno (8-900-tallet) og Jazdów (11-1200-tallet). Efter Jazdów blev angrebet oprettede Płock-fyrsten Bolesław II af Masovien omkring 1300 en bosættelse, der kaldtes Warszowa hvor en lille fiskerby havde ligget. I begyndelsen af 1300-tallet blev bosættelsen residensstad for hertugerne af Masovien og bliver første gang nævnt i dagbøger i 1321 som Warseuiensis. I 1334 fik Warszawa Magdeburgrettigheder, og blev hovedstad i Masovien i 1413. Økonomien i Warszawa i 1300-tallet bestod hovedsageligt af håndværk og handel. Efter den lokale hertug-slægt uddøde, blev Warszawa en del af Kronen af det polske Kongerige i 1526.

### 15-1700-tallet
I 1529 var Warszawa for første gang sæde for den generelle Sejm, permanent fra 1569. I 1573 gav byen navn til Konføderationen af Warszawa, en forordning om religiøs frihed i den polsk-litauiske realunion. På grund af sin centrale beliggenhed mellem realunionens hovedstæder i Kraków og Vilnius, blev Warszawa hovedstad i unionen, og i Kronen af det polske Kongerige i 1596 da kong Sigismund III Vasa flyttede hoffet fra Kraków til Warszawa.
I de følgende år voksede byen ud mod forstæderne. Flere private uafhængige byområder blev etableret, ejet af aristokratiet og adelen, der blev regeret efter særskilte love. Tre gange mellem 1655 og 1658 var byen under belejring, og tre gange blev den indtaget, og plyndret af svenske, brandenburgske og transsylvanske styrker.
I 1700 brød Den Store Nordiske Krig ud. Byen blev belejret flere gange og forpligtedes til at betale store krigsskatter.
Kong Stanisław Poniatowski, der ombyggede det indre af det kongelige slot i Warszawa, gjorde også Warszawa til et center for kunst og kultur, som gav Warszawa tilnavnet "Det østlige Paris".

### 1800- og 1900-tallet
Warszawa forblev hovedstad i den polsk-litauiske realunion til 1795, hvor den blev annekteret af kongeriget Preussen og blev hovedstad i provinsen Sydpreussen. Efter at være blevet befriet af Napoleons hær i 1806, blev Warszawa gjort til hovedstad for det nyligt oprettede hertugdømme Warszawa. Efter Wienerkongressen i 1815 blev Warszawa hovedstad i Kongrespolen, et konstitutionelt monarki under en personalunion med det Russiske Kejserrige. Det Kongelige universitetet i Warszawa blev etableret i 1816.
Efter gentagne russiske overtrædelser af den polske forfatning brød Novemberopstanden ud i 1830. Imidlertid sluttede den polsk-russiske krig i 1831 med opstandens nederlag og indskrænkning af Kongrespolens autonomi. Den 27 Februar 1861 blev en menneskemængde, der protesterede mod den russiske herredømme over Polen, beskudt af de russiske tropper i Warszawa. Fem mennesker blev dræbt. Den polske undergrunds regering opholdt sig i Warszawa under januaropstanden i 1863-1864.
I slutningen af 1800-tallet blomstrede Warszawa under borgmesteren Sokrates Starynkiewicz (1875-1892), en russisk-født general udpeget af Zar Alexander III. Under Starynkiewicz blev Warszawas første vand- og afløbssystem designet og bygget af den engelske ingeniør William Lindley og hans søn, William Heerlein Lindley, samt udvidelse og modernisering af sporvognstrafikken, gadebelysningen og gasforsyningen.
Warszawa var besat af Tyskland fra den 4. august 1915 til 1918, hvorefter byen blev hovedstad i det nyligt uafhængige Polen i 1918. I løbet af den polsk-sovjetiske krig i 1920, blev det store slag om Warszawa udkæmpet i den østlige udkant af byen, hvor hovedstaden blev forsvaret og Den Røde Hær besejret.

### Anden Verdenskrig
Under anden verdenskrig kom det centrale Polen, herunder Warszawa, under Nazitysklands koloniale administration Generalguvernementets styre. Alle videregående uddannelses institutioner blev straks lukket og hele Warszawas jødiske befolkning – flere hundrede tusinde, omkring 30% af byen – gennet ind i Warszawaghettoen. Da ordren om at tilintetgøre ghettoen som en del af Hitlers "Endlösung der Judenfrage" kom den 19. april 1943, indledte den jødiske modstandsbevægelse Ghettooprøret i Warszawa. På trods af meget underlegen bevæbning og undertal, holdt ghettoen ud i næsten en måned. Da kampene sluttede blev næsten alle overlevende massakreret, kun få lykkedes at flygte eller skjule sig.
I juli 1944 havde Den Røde Hær befriet store dele af Polen og forfulgte tyskerne mod Warszawa. I forsøg på at tage kontrol over Warszawa inden Den Røde Hær nåede frem, gav den polske eksilregering i London ordre om at den underjordiske Hjemmehær (AK) skulle tage kontrol over Warszawa. Warszawaopstanden, der var planlagt til at vare 48 timer, indledtes den 1. august 1944. Polske historikere, blandt andet Aleksandr Shirokograd, påstår at Stalin gav ordre om at Den Røde Hær skulle afvente den tyske nedslagtning af opstanden. Imidlertid slår den britiske historiker John Erickson fast, at Stalin først blev orienteret om opstanden den 3. august, da det viste sig at planen om nedkæmpning af de tyske styrker på 48 timer ikke lykkedes, og både den polske militæranalytiker Norbert Bączyk og den ledende engelske historiker Norman Davies anfører i deres bøger, at Den Røde Hær kæmpede mod hård tysk modstand i bydelen Praga for at etablere et brohoved over Wisła. Den 14. september lykkedes det, men brohovedet måtte opgives den 23. september 1944. Efter 63 dages kamp måtte hjemmehæren kapitulere den 2. oktober 1944 og blev sendt i koncentrationslejre i Tyskland, mens hele civilbefolkningen blev interneret i tyske lejre indtil Den Røde Hær befriede dem. De polske civile dødsfald anslås til mellem 150.000 og 200.000.
Efter Warszawaopstanden ignorerede Hitler den aftalte kapitulationen og beordrede hele byen jævnet med jorden, og at biblioteker samt museers samlinger skulle blive bragt til Tyskland eller brændes. Monumenter og offentlige bygninger blev sprængt i luften af særlige nazikommandoer kendt som Verbrennungs-und Vernichtungskommando ("Nedbrændings- og destruktionskommandoerne"). Omkring 85% af byen blev ødelagt, herunder den historiske gamle bydel og det kongelige slot.
Den 17. januar 1945, efter indledningen af Wisła-Oder-offensiven, indtog sovjetiske tropper forstæderne, befriede Warszawa og avancerede hurtigt til Łódź, da tyske tropper havde regrupperet længere vestpå.

### Moderne tid
I 1945, efter bombningerne, Warszawaopstanden og kampene lå det meste af Warszawa i ruiner.
Efter krigen blev byen igen hovedstad i Polen og landets centrum for politik og økonomi. Mange af de historiske gader, bygninger og kirker blev restaureret og præfabrikerede offentlige boliger rejst i et hurtigt tempo for at bøde på den katastrofale boligmangel; samtidigt blev blandt andet Kulturpaladset bygget. I 1980 kom den gamle bydel på UNESCOs Verdensarvsliste.
Johannes Paul 2.s besøgte sit hjemland i 1979 og 1983 bragte støtte til fagforbundet Solidarność og styrkede den voksende antikommunisme i Polen. I 1979, mindre end et år efter han blev pave, ansporede Johannes Paul 2. til demokratiske ændringer under en messe i Warszawa, hvor han endte med at sige: Lad din Ånd stige ned! Lad din Ånd stige ned og forny landets skæbne! Dette land!.
I 1995 åbnede Warszawa Metro. Med Polens optagelse i den Europæiske Union i 2004 oplever Warszawa i øjeblikket det største økonomiske boom nogensinde i byens historie. Åbningskampen og en del andre kampe til UEFA Euro 2012 fandt sted i Warszawa.

## Demografi
Warszawa har historisk været målet for indenlandsk og udenlandsk immigration, især fra Østeuropa. I næsten 350 år var byen kendt som "Det nye Paris". Demografisk set var det den mest diverse by i Polen, hvor helt op til 20% af indbyggerne var enten jødiske polakker eller født i et andet land.[kilde mangler] 2. verdenskrig ændrede dette, og i dag er der meget mindre etnisk diversitet end i de foregående 300 år af byens historie. Det meste af befolkningsvæksten kommer i dag fra intern migration og urbanisering.
| Demografisk udvikling af Warszawa mellem 1700 og 2006 |                     |         |           |           |           |           |           |           |           |
| år                                                    | 1700                | 1792    | 1800      | 1830      | 1850      | 1882      | 1900      | 1925      | 1939      |
| befolkning                                            | 30.000 (anslået)    | 120.000 | 63.400    | 139.700   | 163.600   | 383.000   | 686.000   | 1.003.000 | 1.300.000 |
| år                                                    | 1945                | 1950    | 1960      | 1970      | 1980      | 1990      | 2000      | 2002      | 2006      |
| befolkning                                            | 422.000 (september) | 803.800 | 1.136.000 | 1.315.600 | 1.596.100 | 1.655.700 | 1.672.400 | 1.688.200 | 1.702.100 |

### Religion
Igennem hele sin historie har Warszawa været en multikulturel by. Ifølge en folketælling fra 1901 var der 56,2% katolikker, 35,7% jøder, 5% polsk-ortodokse kristne og 2,8 % protestanter ud af en befolkning på 711.988. Otte år senere, i 1909, var der 36,9% jøder (281.754), 2,4% protestanter (18.189) og 0,4% Mariaviter (2.818). Dette førte til bygning af hundredvis af bedehuse i alle dele af byen. De fleste af bedehusene blev brændt ned eller bombet af Nazisterne efter Warszawaopstanden i 1944. Efter befrielsen prioriterede den polske stat bygning af boliger og understøttede ikke bygningen af bedehuse, derfor blev kun et mindretal af disse genopbygget.
Under stikprøveundersøgelse foretaget i 2010 af et hold sociologer fra Stefan Wyszyński-universitetet erklærede 66% af Warszawas indbyggere sig som troende, og 6% som ikke-troende.
I Polen bekender det langt overvejende flertal sig til den Romerskkatolske kirke, der er imidlertid også en Polsk ortodoks ærkebiskop for Warszawa og Bielsk, ligesom der både er menigheder af den lutheranske kirke, den evangeliske kirke Jehovas Vidner og mormonkirken.
Den jødiske menighed i Warszawa består kun af omkring 6.000(1997) personer efter de omfattende udryddelser under 2. verdenskrig og udvandring til Israel. Den eneste synagoge, der overlevede 2. verdenskrig var den ortodokse Nożyk Synagogue i bydelen Śródmieście. I 2003 blev Beit Warszawa Synagogue, der bekender sig til Reformjødedommen, indviet i bydelen Wilanów.
På ulica Wiertnicza (dansk: Wiertnicza gade) i bydelen Wilanów indviedes det Islamiskecenter, Meczet w Wilanowie, i 1993.

## Kultur
Warszawa har som "Det østlige Paris", og en af byerne i Europa med flest jødiske indbyggere, haft stor betydning. Både berømte musikeres, som Frédéric Chopins og Władysław Szpilmans (kendt fra Roman Polanski-filmen Pianisten), berømte videnskabsfolks som Maria Skłodowska-Curies, den berømte Art deco maler Tamara de Lempickas og filminstruktøren Roman Polanski er forbundet med Warszawas historie.

### Teaterscenen
Warszawa er hjemsted for mere end 30 store teatre spredt over hele byen, herunder Teatr Narodowy (dansk: National teatret), grundlagt 1765, og Teatr Wielki (dansk: Grandteatret) grundlagt 1778 er byens største scene for opera og ballet, med et repertoire af internationale klassikere og værker af polske komponister, blandt andre Stanisław Moniuszko.

Warszawa tiltrækker mange unge eksperimenterende instruktører og skuespillere, der bidrager til byens teaterscenen.[kilde mangler] Deres produktioner kan oftest ses i mindre teatre og kulturhuse (Domy kultury), mest udenfor Śródmiescie (det centrale Warszawa). Warszawa vært for internationale teatermøder.

### Musikscenen
Takket være en lang række spillesteder, herunder Teatr Wielki, Kammeroperaen, National Philharmonic Hall og National Theatre, Studio Buffo, Kultur- og videnskabspaladset såvel som romaer er Warszawa vært for mange arrangementer og festivaler. Blandt de begivenheder der er særlig værd at nævne er: International Frederick Chopin Piano Competition, International Contemporary Music Festival Warszawa Efterår, Jazz Jamboree, Warszawa Summer Jazz Days, Den Internationale Stanisław Moniuszko Vokal Konkurrence, Mozart Festival og Festivallen for tidlig musik.

## Uddannelse
Warszawa er et af de vigtigste uddannelsescentre i Polen, hjemsted for fire store universiteter og over 62 mindre uddannelsesinstitutioner for videregående uddannelser. De vigtigste er Warszawa Universitet og Warszawa Polytekniske.
Det samlede antal studerende på alle uddannelsesniveauer i Warszawa er på næsten 500.000 (29% af byens indbyggere i 2002). Antallet af universitetsstuderende er over 255.000.

## Berømtheder
En af de mest berømte personligheder fra Warszawa var Maria Skłodowska-Curie, som opnåede international anerkendelse for sin videnskabelige opdagelse af stråling. Blandt berømte musikere findes Władysław Szpilman og Frédéric Chopin. Chopin blev født i landsbyen Żelazowa Wola omkring 60 km fra Warszawa, men flyttede til byen sammen med sin familie, da han var syv måneder gammel.
Tamara de Lempicka var en kendt kunstner født i Warszawa. Hun blev født Maria Górska i Warszawa til rige forældre og giftede sig i 1916 med den polske advokat Tadeusz Łempicki. Mere end nogen anden repræsenterer hun stilen art deco i maleriet. Warszawa var elsket af Isaac Bashevis Singer og blev beskrevet i mange af hans romaner.